# S.T.A.L.K.E.R.: Clear Sky
S.T.A.L.K.E.R.: Clear Sky (рус. S.T.A.L.K.E.R.: Чистое небо, укр. S.T.A.L.K.E.R.: Чисте небо) рачунарска је игра у жанру пуцачине из првог лица са елементима игре улога, коју је развила украјинска компанија GSC Game World и која је првобитно објављена у Русији 22. августа 2008. године. S.T.A.L.K.E.R.: Clear Sky друга је игра серије S.T.A.L.K.E.R., с тим што представља преднаставак наслова Shadow of Chernobyl из 2007. године. Погон X-Ray који се користи у игри ажуриран је на верзију 1.5 и почео је да подржава DirectX 10.
У игри наступа плаћеник Ожиљак, којем је поверен задатак да спречи групу сталкера у доласку до центра Зоне, до Чернобиљске нуклеарне електране. Позајмљене су многе локације из претходника Shadow of Chernobyl док су створене и нове, као што је напуштени град Лиманск. У односу на претходни наслов су уведене нове функције, у које, између осталог, спада могућност побољшавања оружја и оклопа, као и учешћа у фракцијским ратовима.
2009. године објављен је наставак првог наслова Shadow of Chernobyl и трећа игра у серији: S.T.A.L.K.E.R.: Call of Pripyat.